# نيكولاي بتروف (لاعب هوكي الجليد)
نيكولاي بتروف هو لاعب هوكي الجليد بلغاري، ولد في 9 سبتمبر 1957 في بلغاريا.

## وصلات خارجية
- نيكولاي بتروف على موقع EliteProspects.com (الإنجليزية)
- نيكولاي بتروف على موقع أوليمبيديا (الإنجليزية)